# Тетрасвинецпенталютеций
Тетрасвинецпенталютеций — бинарное неорганическое соединение
лютеция и свинца
с формулой Lu5Pb4,
кристаллы.

## Получение
- Сплавление стехиометрических количеств чистых веществ:

{\displaystyle {\mathsf {5Lu+4Pb\ {\xrightarrow {1550^{o}C}}\ Lu_{5}Pb_{4}}}}

## Физические свойства
Тетрасвинецпенталютеций образует кристаллы.
При температуре 1475°C в соединении происходит фазовый переход в структуру
ромбической сингонии, параметры ячейки a = 1,6550 нм, b = 0,650 нм, c = 1,954 нм, Z = 8
.
Соединение образуется по перитектической реакции при температуре 1550°C .